# Открытый чемпионат Франции по теннису 2024
О турнирах в одиночных разрядах см. мужчины и женщины
Открытый чемпионат Франции 2024 — 123-й розыгрыш ежегодного профессионального теннисного турнира серии Большого шлема, который прошёл в Париже на кортах местного теннисного центра «Roland Garros». Победители соревнований определились в 17 разрядах: в пяти — у взрослых, в четырёх — у старших юниоров, в шести — у игроков на колясках, и в двух — у ветеранов.
В 2024 году матчи квалификации стартовали с 20 мая, а матчи основных сеток прошли с 26 мая по 9 июня. В этом году не было никаких ограничений как в организационном плане, так и по составу участников. Призовой фонд турнира составил рекордные для Roland Garros 49,6 млн евро.
Открытый чемпионат Франции по традиции завершил весеннюю серию турниров на грунте, а также стал вторым турниром Большого шлема в сезоне 2024 года.

## Победители

### Взрослые

#### Мужчины. Одиночный разряд
Карлос Алькарас —  Александр Зверев — 6-3, 2-6, 5-7, 6-1, 6-2
- Третий титул турниров Большого шлема для 21-летнего Алькараса и первый во Франции
- Второй финал турниров Большого шлема для Зверева и второе поражение после Открытого чемпионата США 2020 года

#### Женщины. Одиночный разряд
Ига Свёнтек —  Жасмин Паолини — 6-2, 6-1
- Свёнтек третий раз подряд и 4-й в сумме выиграла Открытый чемпионат Франции
- 28-летняя Паолини впервые в карьере играла в финале турнира Большого шлема

#### Мужчины. Парный разряд
Марсело Аревало /  Мате Павич —  Симоне Болелли /  Андреа Вавассори — 7-5, 6-3

#### Женщины. Парный разряд
Кори Гауфф /  Катерина Синякова —  Сара Эррани /  Жасмин Паолини — 7-6(7-5), 6-3

#### Смешанный парный разряд
Лаура Зигемунд /  Эдуар Роже-Васслен —  Дезире Кравчик /  Нил Скупски — 6-4, 7-5
- Второй титул турнира Большого шлема в миксте для Зигемунд после Открытого чемпионата США 2016 года
- Первый титул турнира Большого шлема в миксте для 40-летнего Роже-Васслена, ранее он побеждал только в мужских парах на «Ролан Гаррос» 2014 года
- Роже-Васслен стал первым с 2004 года французским мужчиной, выигравшим микст на «Ролан Гаррос»

### Юниоры

#### Юноши. Одиночный турнир
Кейлан Бигун —  Томаш Беркета — 4-6, 6-3, 6-3

#### Девушки. Одиночный турнир
Тереза Валентова —  Лаура Самсонова — 6-3, 7-6(7-0)

#### Юноши. Парный турнир
Николай Будков Кьер /  Джоэл Шварцлер —  Федерико Чина /  Рей Сакамото — 6-4, 7-6(7-3)

#### Девушки. Парный турнир
Рената Ямрихова /  Тереза Валентова —  Тайра Катерина Грант /  Ива Йович — 6-4, 6-4